# Fábrica de los Ángeles
La Fábrica de Los Ángeles es una comisaría o poblado ubicado en el estado de Sonora, es parte del municipio de San Miguel de Horcasitas, y está ubicado a 50 kilómetros al nornoreste de la ciudad de Hermosillo, limita al noroeste con Rayón, al este con Ures y al noroeste con Carbó.

## Antecedentes
Fue una ranchería indígena fundada en 1700 por Juan Bautista de Escalante, asentando a varias familias de origen seri y Tepoca para trabajar como salineros. Al principio, el asentamiento fue conflictivo, ya que muchos indígenas Seris no se adaptaron a la forma de vida de los colonizadores, provocando que muchas de estas familias regresaran a vivir al desierto, como era su costumbre. Así se registró un evento que provocó varias muertes en 1704, del cual el gobernador indígena de Los Ángeles, informó que los salineros ya no querían convivir con Seris, Tepocas y, mucho menos, con soldados españoles.

## Fundación
Este poblado fue fundado en el año de 1839 por Don Manuel Fernando Desiderio Yñigo Ruiz y Monteagudo, originario de San Miguel de Horcasitas, nacido el 11 de febrero de 1785, quien instaló la fábrica con varios telares que compró en Inglaterra en el siglo XIX.  Este poblado nació alrededor de un contexto de integración política en el estado de Sonora, crisis económica, luchas internas y guerra contra los franceses, en el cual, la capital oficial estaba trasladándose entre la ciudad de Ures y la ciudad de Arizpe. Antes, fue una ranchería indígena fundada en 1700 por Juan Bautista de Escalante, asentando a varias familias de origen Seri. En el poblado Fábrica de Los Ángeles, se construyó la primera industria de hilados y tejidos en el Estado de Sonora, conocida como Compañía Industrial de Hilados y Tejidos "Los Angeles". Fue precisamente el auge de la actividad industrial y comercial, lo que justificó en ese momento el traslado de poderes a la ciudad de Ures: 

Mediante circular de 21 de Agosto de 1840 el gobernador Gándara puso en conocimiento de los ayuntamientos que la residencia de los poderes del departamento de Ures obedecía a una orden del supremo magistrado de la nación. "por la conveniencia que en el giro de los negocios públicos" ofrecía esta ciudad.

## La Fábrica Textil de Los Ángeles

### Historia
Los intereses agrícolas de los pueblos vecinos de Rayón, Opodepe, San Miguel de Horcasitas y otros poblados menores giraron alrededor de la La Fábrica Textil de Los Ángeles. Durante muchos años, fue un lugar próspero que llegó a ser calificado como un "pequeño paraíso" por su alta actividad económica. Desde su apertura y hasta su desaparición, esta fábrica fue propiedad de la Compañía Industrial del Pacífico, S.A., cuyos principales socios eran la casa comercial de Guaymas G. Moller y Cía. Sucs. La actividad económica del pueblo fue creciendo conforme la fábrica lo hacía.
Durante la segunda mitad del siglo diecinueve, la fábrica producía anualmente 12,000 piezas de manta, valuadas en $42,000.00 Pesos mexicanos; contaba con 41 trabajadores (25 hombres y 16 niños), quienes recibían un pago por jornada de 12 1/2 centavos a 1 peso. Casi toda la industria textil del estado de Sonora se concentraba en este lugar. Ya empezado el siglo veinte, la fábrica abastecía al mercado local con mantas, mezclillas y rayados. Registró una producción de 44 mil piezas tejidas entre 1900 y 1901; entre 1910 y 1911 registró 29 mil piezas. En 1910, la fábrica usaba 330,000 kilos de algodón para su producción. Entre 1905 y 1907 le dio trabajo a 250 obreros; en 1933 había 300 obreros. Durante las décadas de los treinta y cuarenta, el sexto y séptimo censo de población reportaron 4,625 y 4,727 habitantes en el municipio respectivamente, conformado, principalmente, por los pueblos de San Miguel de Horcasitas y La Fábrica de los Ángeles. Durante los años cincuenta, cuando cierra la fábrica, la población descendió a 1834 habitantes, según el censo de población en 1960.
Muchos habitantes de ciudades y poblaciones cercanas, visitaban la fábrica como atractivo turístico. También se efectuaban fiestas que eran muy concurridas, que gozaban fama de ser eventos muy populares; destacan las celebraciones que se realizaban el 1 de mayo.  En el año de 1947 la fábrica sufrió un accidente y se quemó, finalizando su actividad económica. La fábrica fue dirigida en sus últimos años por Don Delfín Ruibal, padre del empresario Delfín Ruibal Corella. Actualmente, es un poblado con escasa actividad de cualquier tipo. 

### Funcionamiento
La fábrica funcionaba con el agua del Río San Miguel, por medio de un sistema de dínamos eléctricos. De esta manera, la energía hidráulica movía una rueda gigante de madera que hacía funcionar las máquinas de hilado, las cuales, trabajan noche y día. En este pueblo, había gente despierta las veinticuatro horas: 

... todo el tiempo había gente despierta, era como en las ciudades No paraban carros de mulas que iban a Pesqueira a cargar pacas de algodón para lo que tejían acá, y luego volvían a bajar, y no paraban a todas horas, y volvían a bajar.

También dependía en gran medida del uso de leña para diversas tareas. Por un lado, se usaba para la producción de vapor para las máquinas de la fábrica. Esta demanda de leña, provocaba que muchos leñeros circularan en el pueblo las veinticuatro horas del día. También circulaba mucha gente de otros pueblos para vender diferentes tipos de productos agrícolas, que eran pagados con monedas de plata. De igual manera, había establecimientos como los Abascales (tiendas que eran propiedad de una familia de apellido Abascal) que intercambiaban productos como comida y ropa con boletos que daban los empleadores de la fábrica.

## Reparto de tierras
El pueblo de Fábrica de Los Ángeles tenía una forma particular de funcionamiento en cuanto a la organización de sus tierras. Después de 1920, cuando los resultados de la  Revolución Mexicana impulsaron la gestión del reparto de tierras, los campesinos del pueblo de San Miguel de Horcasitas pedían que algunas de las tierras que trabajan, fueran convertidas en ejidos. Sin embargo, los pobladores de Fábrica de Los Ángeles no querían lo mismo. En lugar de ser un ejido, querían que se les clasificara como anexo al ejido de San Miguel de Horcasitas. Argumentaban que el reparto de tierras ya estaba dado, que las tierras ya tenían dueños y que no era necesario un re acomodo. Pedían cierta autonomía con respecto a las acciones de reparto que estaba ejerciendo el Estado mexicano. Muchos terrenos fueron usufructuados por pobladores antes del reparto agrario de los años veinte, invirtiendo en ellos, trabajándolos. Esas fueron las razones principales por las que este pueblo se conformó como anexo ejidal de San Miguel de Horcasitas: 

Los hombres de Los Ángeles pensaban en voz alta y expresaban que ellos no querían que les repartieran tierras porque ellos ya las tenían: "la fábrica es anexo de San Miguel, aquí son pequeñas propiedades". Sería un anexo ejidal porque desde tiempo atrás ellos estaban en posesión de esas tierras agrícolas